# Салас-да-Паляс
Сала́с-да-Паля́с (кат. Salàs de Pallars) - муніципалітет, розташований в Автономній області Каталонія, в Іспанії. Код муніципалітету за номенклатурою Інституту статистики Каталонії - 251902. Знаходиться у районі (кумарці) Паляс-Жуса (коди району - 25 та PJ) провінції Лєйда, згідно з новою адміністративною реформою перебуватиме у складі Баґарії (округи) Ал Пірінеу і Аран. 

## Населення
Населення міста (у 2007 р.) становить 335 осіб (з них менше 14 років - 3,9%, від 15 до 64 - 61,5%, понад 65 років - 34,6%). У 2006 р. народжуваність склала 0 осіб, смертність - 5 осіб, зареєстровано 1 шлюб. У 2001 р. активне населення становило 125 осіб, з них безробітних - 5 осіб.

Серед осіб, які проживали на території міста у 2001 р., 277 народилися в Каталонії (з них 201 особа у тому самому районі, або кумарці), 37 осіб приїхало з інших областей Іспанії, а 9 осіб приїхало з-за кордону. 

Університетську освіту має 15,3% усього населення. 

У 2001 р. нараховувалося 134 домогосподарства (з них 31,3% складалися з однієї особи, 29,1% з двох осіб,20,1% з 3 осіб, 9,7% з 4 осіб, 8,2% з 5 осіб, 0% з 6 осіб, 0,7% з 7 осіб, 0,7% з 8 осіб і 0% з 9 і більше осіб).

Активне населення міста у 2001 р. працювало у таких сферах діяльності : у сільському господарстві - 12,5%, у промисловості - 11,7%, на будівництві - 12,5% і у сфері обслуговування - 63,3%. 

 У муніципалітеті або у власному районі (кумарці) працює 64 особи, поза районом - 71 особа.

### Безробіття
У 2007 р. нараховувалося 5 безробітних (у 2006 р. - 6 безробітних), з них чоловіки становили 60%, а жінки - 40%.

## Економіка

### Підприємства міста

#### Промислові підприємства
| \| Промислові підприємства міста, за сферою діяльності \| Промислові підприємства міста, за сферою діяльності \| Промислові підприємства міста, за сферою діяльності \| \| Рік \| 2002 р. \| 2001 р. \| \| --------------------------------------------------- \| --------------------------------------------------- \| --------------------------------------------------- \| \| Енергетичні та водні ресурси \| - \| 0% \| \| Хімія та метали \| - \| 50% \| \| Переробка металів \| - \| 0% \| \| Продукти харчування \| - \| 0% \| \| Текстиль \| - \| 0% \| \| Виробництво меблів, видання \| - \| 50% \| \| Інше \| - \| 0% \| \| Усього підприємств \| 0 \| 2 \| |         |         |
| Промислові підприємства міста, за сферою діяльності |         |         |
| Рік | 2002 р. | 2001 р. |
| Енергетичні та водні ресурси | -       | 0%      |
| Хімія та метали | -       | 50%     |
| Переробка металів | -       | 0%      |
| Продукти харчування | -       | 0%      |
| Текстиль | -       | 0%      |
| Виробництво меблів, видання | -       | 50%     |
| Інше | -       | 0%      |
| Усього підприємств | 0       | 2       |

#### Роздрібна торгівля
| \| Підприємства роздрібної торгівлі міста, за сферою діяльності \| Підприємства роздрібної торгівлі міста, за сферою діяльності \| Підприємства роздрібної торгівлі міста, за сферою діяльності \| \| Рік \| 2002 р. \| 2001 р. \| \| ------------------------------------------------------------ \| ------------------------------------------------------------ \| ------------------------------------------------------------ \| \| Продукти харчування \| 50% \| 50% \| \| Одяг та взуття \| 0% \| 0% \| \| Товари для дому \| 25% \| 0% \| \| Книги та періодичні видання \| 0% \| 0% \| \| Промислова хімічна продукція \| 25% \| 50% \| \| Продукція, пов'язана з транспортними засобами \| 0% \| 0% \| \| Інше \| 0% \| 0% \| \| Усього підприємств \| 4 \| 2 \| |         |         |
| Підприємства роздрібної торгівлі міста, за сферою діяльності |         |         |
| Рік | 2002 р. | 2001 р. |
| Продукти харчування | 50%     | 50%     |
| Одяг та взуття | 0%      | 0%      |
| Товари для дому | 25%     | 0%      |
| Книги та періодичні видання | 0%      | 0%      |
| Промислова хімічна продукція | 25%     | 50%     |
| Продукція, пов'язана з транспортними засобами | 0%      | 0%      |
| Інше | 0%      | 0%      |
| Усього підприємств | 4       | 2       |

#### Сфера послуг
| \| Підприємства міста, що працюють у сфері послуг, за діяльністю \| Підприємства міста, що працюють у сфері послуг, за діяльністю \| Підприємства міста, що працюють у сфері послуг, за діяльністю \| \| Рік \| 2002 р. \| 2001 р. \| \| ------------------------------------------------------------- \| ------------------------------------------------------------- \| ------------------------------------------------------------- \| \| Гуртова торгівля \| 16,7% \| 18,2% \| \| Готелі та готельний бізнес \| 41,7% \| 45,5% \| \| Транспорт та зв'язок \| 0% \| 9,1% \| \| Посередницькі фінансові послуги \| 0% \| 0% \| \| Послуги підприємствам \| 8,3% \| 9,1% \| \| Послуги фізичним особам \| 16,7% \| 9,1% \| \| Нерухомість та ін. \| 16,7% \| 9,1% \| \| Усього підприємств \| 12 \| 11 \| |         |         |
| Підприємства міста, що працюють у сфері послуг, за діяльністю |         |         |
| Рік | 2002 р. | 2001 р. |
| Гуртова торгівля | 16,7%   | 18,2%   |
| Готелі та готельний бізнес | 41,7%   | 45,5%   |
| Транспорт та зв'язок | 0%      | 9,1%    |
| Посередницькі фінансові послуги | 0%      | 0%      |
| Послуги підприємствам | 8,3%    | 9,1%    |
| Послуги фізичним особам | 16,7%   | 9,1%    |
| Нерухомість та ін. | 16,7%   | 9,1%    |
| Усього підприємств | 12      | 11      |

## Житловий фонд
У 2001 р. 7,5% усіх родин (домогосподарств) мали житло метражем до 59 м2, 29,1% - від 60 до 89 м2, 32,8% - від 90 до 119 м2 і
30,6% - понад 120 м2.

З усіх будівель у 2001 р. 35,2% було одноповерховими, 44,7% - двоповерховими, 19
% - триповерховими, 0,4% - чотириповерховими, 0,4% - п'ятиповерховими, 0% - шестиповерховими,
0,4% - семиповерховими, 0% - з вісьмома та більше поверхами.

## Автопарк
| \| Автомобілі, зареєстровані у місті, за призначенням \| Автомобілі, зареєстровані у місті, за призначенням \| Автомобілі, зареєстровані у місті, за призначенням \| \| Рік \| 2006 р. \| 2005 р. \| \| -------------------------------------------------- \| -------------------------------------------------- \| -------------------------------------------------- \| \| Приватні автомобілі \| 64,1% \| 62,5% \| \| Мотоцикли \| 5,8% \| 6,1% \| \| Вантажівки \| 25,7% \| 28,8% \| \| Трактори \| 0% \| 0% \| \| Автобуси та ін. \| 4,3% \| 2,7% \| \| Усього автомобілів \| 276 шт. \| 264 шт. \| |         |         |
| Автомобілі, зареєстровані у місті, за призначенням |         |         |
| Рік | 2006 р. | 2005 р. |
| Приватні автомобілі | 64,1%   | 62,5%   |
| Мотоцикли | 5,8%    | 6,1%    |
| Вантажівки | 25,7%   | 28,8%   |
| Трактори | 0%      | 0%      |
| Автобуси та ін. | 4,3%    | 2,7%    |
| Усього автомобілів | 276 шт. | 264 шт. |

## Вживання каталанської мови
У 2001 р. каталанську мову у місті розуміли 98,4% усього населення (у 1996 р. - 99,4%), вміли говорити нею 93,5% (у 1996 р. - 
96,6%), вміли читати 92,2% (у 1996 р. - 93,5%), вміли писати 55,9
% (у 1996 р. - 52,6%). Не розуміли каталанської мови 1,6%.

## Політичні уподобання
У виборах до Парламенту Каталонії у 2006 р. взяло участь 190 осіб (у 2003 р. - 218 осіб). Голоси за політичні сили розподілилися таким чином:
| \| Вибори до Парламенту Каталонії \| Вибори до Парламенту Каталонії \| Вибори до Парламенту Каталонії \| \| Рік \| 2006 р. \| 2003 р. \| \| -------------------------------------- \| ------------------------------ \| ------------------------------ \| \| Конвергенція та Єднання (CiU) \| 37,9% \| 47,7% \| \| Соціалістична партія Каталонії (PSC) \| 25,3% \| 17,4% \| \| Народна партія (PP) \| 3,2% \| 4,6% \| \| Ініціатива за зелену Каталонію (IC) \| 8,9% \| 6% \| \| Республіканська лівиця Каталонії (ERC) \| 22,6% \| 23,4% \| \| Громадянська партія (C's) \| 0% \| 0% \| \| Інші \| 2,1% \| 0,9% \| |         |         |
| Вибори до Парламенту Каталонії |         |         |
| Рік | 2006 р. | 2003 р. |
| Конвергенція та Єднання (CiU) | 37,9%   | 47,7%   |
| Соціалістична партія Каталонії (PSC) | 25,3%   | 17,4%   |
| Народна партія (PP) | 3,2%    | 4,6%    |
| Ініціатива за зелену Каталонію (IC) | 8,9%    | 6%      |
| Республіканська лівиця Каталонії (ERC) | 22,6%   | 23,4%   |
| Громадянська партія (C's) | 0%      | 0%      |
| Інші | 2,1%    | 0,9%    |

У муніципальних виборах у 2007 р. взяло участь 224 особи (у 2003 р. - 229 осіб). Голоси за політичні сили розподілилися таким чином:
| \| Муніципальні вибори \| Муніципальні вибори \| Муніципальні вибори \| \| Рік \| 2007 р. \| 2003 р. \| \| -------------------------------------- \| ------------------- \| ------------------- \| \| Конвергенція та Єднання (CiU) \| 0% \| 64,6% \| \| Соціалістична партія Каталонії (PSC) \| 65,2% \| 0% \| \| Народна партія (PP) \| 0% \| 0% \| \| Ініціатива за зелену Каталонію (IC) \| 0% \| 0% \| \| Республіканська лівиця Каталонії (ERC) \| 34,8% \| 35,4% \| \| Громадянська партія (C's) \| 0% \| 0% \| \| Інші \| 0% \| 0% \| |         |         |
| Муніципальні вибори |         |         |
| Рік | 2007 р. | 2003 р. |
| Конвергенція та Єднання (CiU) | 0%      | 64,6%   |
| Соціалістична партія Каталонії (PSC) | 65,2%   | 0%      |
| Народна партія (PP) | 0%      | 0%      |
| Ініціатива за зелену Каталонію (IC) | 0%      | 0%      |
| Республіканська лівиця Каталонії (ERC) | 34,8%   | 35,4%   |
| Громадянська партія (C's) | 0%      | 0%      |
| Інші | 0%      | 0%      |